# Mogambo
Mogambo è un film del 1953 diretto da John Ford, tratto dal lavoro teatrale di Wilson Collison.
Il film, ambientato in Africa, è interpretato da Clark Gable, Ava Gardner (candidata all'Oscar come miglior attrice) e Grace Kelly (candidata all'Oscar come miglior attrice non protagonista).
Clark Gable aveva già interpretato, ventun anni prima, lo stesso ruolo del cacciatore indeciso nello scegliere la donna della sua vita in Lo schiaffo (Red Dust, 1932), di Victor Fleming, dove Jean Harlow e Mary Astor ricoprivano i ruoli che poi sarebbero stati, rispettivamente, di Ava Gardner e di Grace Kelly, ma l'azione si svolgeva in Indocina.

## Trama
L'esuberante ballerina Eloise Kelly, soprannominata "latte e miele", raggiunge una sperduta fattoria in Africa a seguito dell'invito di un marajah suo amico che però ha dovuto lasciare il posto in anticipo rispetto ai suoi programmi. Suo malgrado è costretta ad attendere il prossimo battello che arriverà solo dopo sette giorni. Nonostante tutto lei cerca di adattarsi alla nuova sistemazione, stringe amicizia con John Brown-Pierce ma fa fatica a capire il capo cacciatore Victor Marswell. Nonostante una certa attrazione i due finiscono sempre per litigare.
Dopo una settimana finalmente arriva il battello che porta l'antropologo Donald Nordley e la moglie Linda. La coppia vorrebbe addentrarsi nel territorio dei gorilla per approfondire una certa teoria ma Victor si rifiuta, in passato aveva tentato di addentrarsi nel loro territorio ma la spedizione era finita male.
La sera stessa Donald cade preda della febbre, reazione al vaccino alla mosca tze tze e Eloise fa la sua ricomparsa, il battello che avrebbe dovuto portarla alla città infatti ha subito un'avaria e non si sa quanto tempo sarà necessario per la riparazione.
Una volta guarito Donald, Victor cede alla richiesta e organizza una spedizione per studiare i gorilla, al gruppo si aggrega anche Eloise che nota subito l'inizio di un amore tra il cacciatore e la giovane moglie dell'antropologo. La relazione piano piano viene notata da tutti tranne che dal marito. 
Durante un appostamento Victor pensa di avvisare Donald ma tace a causa dell'arrivo di un gorilla infuriato che viene colpito a morte proprio da Victor il quale perde l'occasione di catturare un cucciolo di gorilla che avrebbe portato via con sé.
La sera, deluso e arrabbiato, Victor si trova nella sua tenda a bere, viene prima raggiunto da Eloise che lo asseconda accettando di bere con lui ma quando arriva anche Linda le cose precipitano, Victor offende la giovane pensando che trasformando il suo amore in odio tornerà subito dal marito ma la giovane prende una pistola e spara ferendo l'uomo al braccio. Accorrono gli altri uomini ed Eloise prende in mano la situazione: grida al marito di aver messo in pericolo la moglie che fin dal primo giorno era vittima delle attenzioni di Victor e che quella sera, trovandolo ubriaco sarebbe stato più pericoloso del solito e sparargli era l'unico modo per fermarlo.
Tornati alla fattoria sono tutti pronti per la partenza. Eloise e Victor si parlano ma alla fine la donna prende la canoa che la porterà via per sempre. Victor dalla riva grida al suo collega John di prendersi cura di lei e a quel punto Eloisa scende dalla canoa e lo raggiunge.

## Produzione

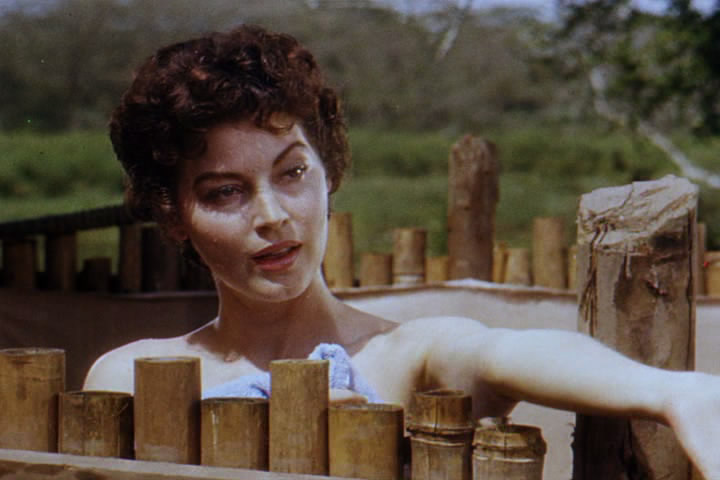
Ava Gardner nella sua prima scena del film

Il film fu prodotto dalla Loew's e girato in diverse località dell'allora Congo belga e in Uganda, mentre alcune scene vennero completate negli studios londinesi della Metro-Goldwyn-Mayer.
Gene Tierney avrebbe dovuto interpretare il ruolo di Linda ma dovette rinunciare per problemi di salute.
Il film non ha una vera colonna sonora, è stato infatti deciso di utilizzare i suoni della savana e della foresta il più possibile.

## Distribuzione
Distribuito dalla Metro-Goldwyn-Mayer, il film venne presentato in prima a San Francisco il 23 settembre, per poi uscire nelle sale cinematografiche USA il 9 ottobre 1953. In Italia, venne distribuito il 29 maggio 1954.
Un brano del film, con Gable e Grace Kelly, si vede in televisione nel film Una fidanzata per papà di Vincente Minnelli.

## Censura
La censura spagnola decise di cambiare il rapporto che legava Linda e Donald che da marito e moglie divennero fratello e sorella, in questo modo scompariva ogni accenno all'adulterio ma fu necessario tagliare anche una scena in camera da letto.

## Riconoscimenti
Il film ha ottenuto due candidature ai Premi Oscar 1954 (miglior attrice a Ava Gardner e miglior attrice non protagonista a Grace Kelly) e il Golden Globe per la migliore attrice non protagonista a Grace Kelly.
Nel 1953 il National Board of Review of Motion Pictures l'ha inserito nella lista dei migliori dieci film dell'anno.